# Kriss Akabusi
Kriss Kezie Uche Chukwu Duru Akabusi MBE (Londres, 28 de novembro, de 1958) é um antigo atleta britânico, que corria provas de 400 metros rasos e, principalmente, de 400 metros com barreiras. Durante a sua carreira, foi Campeão Europeu em 1990 na sua prova preferida e Campeão Mundial em 1991 de 4 x 400 metros. Ganhou ainda a medalha de prata na estafeta 4 x 400 m nos Jogos Olímpicos de 1984.
Depois de terminada a sua carreira de atleta, Akabusi tem trabalhado como apresentador e comentador de televisão.